# Джерело «Холодне»
Джерело Холодне — гідрологічна пам'ятка природи місцевого значення.
Розташована на території П'ятківської сільської ради Бершадського району Вінницької області. Оголошена відповідно до Рішення Вінницького облвиконкому від 29.08.1984 р. № 371.
Охороняється цінне джерело ґрунтової води, що використовується для водопостачання у селі.

## Галерея

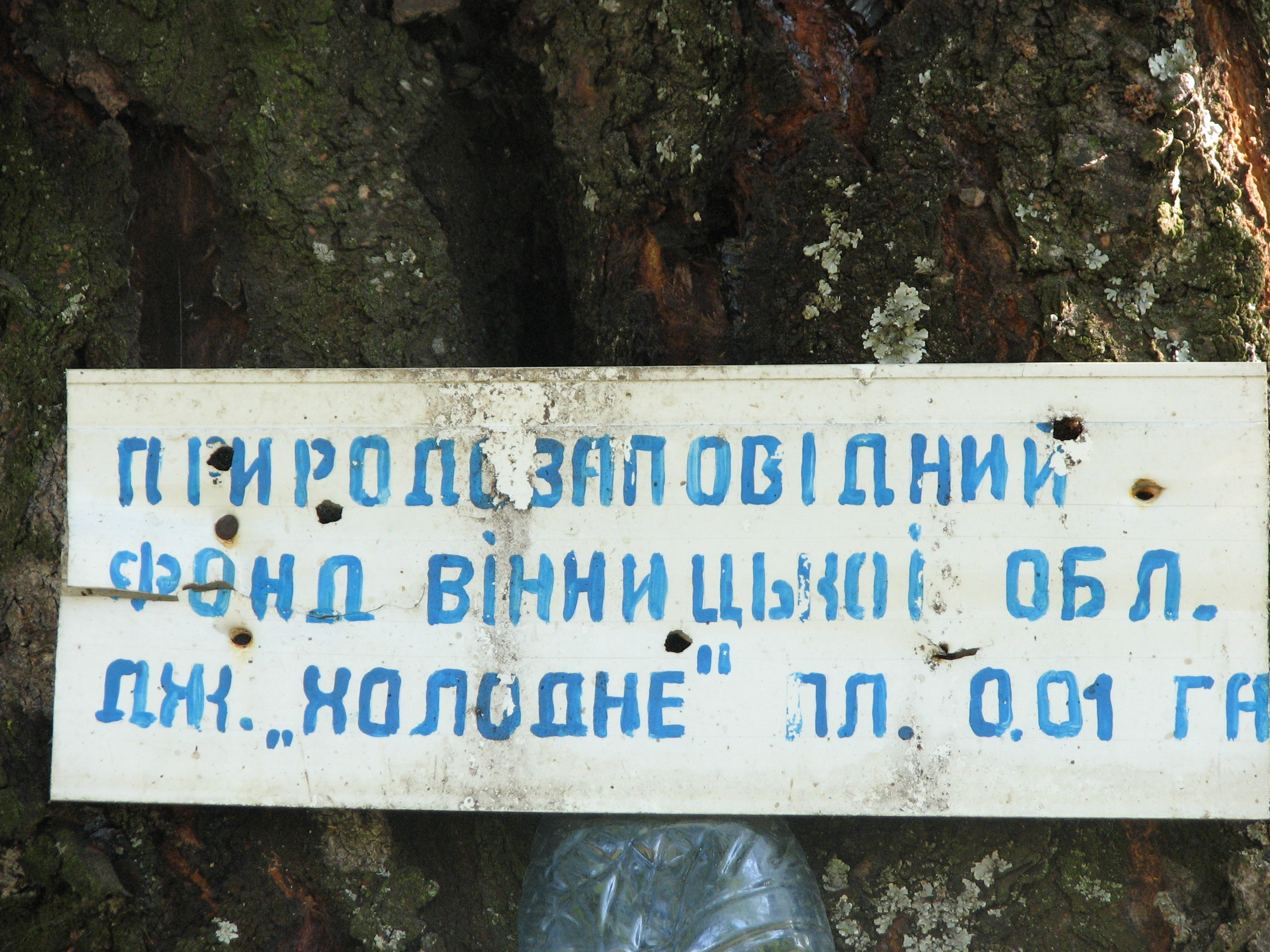
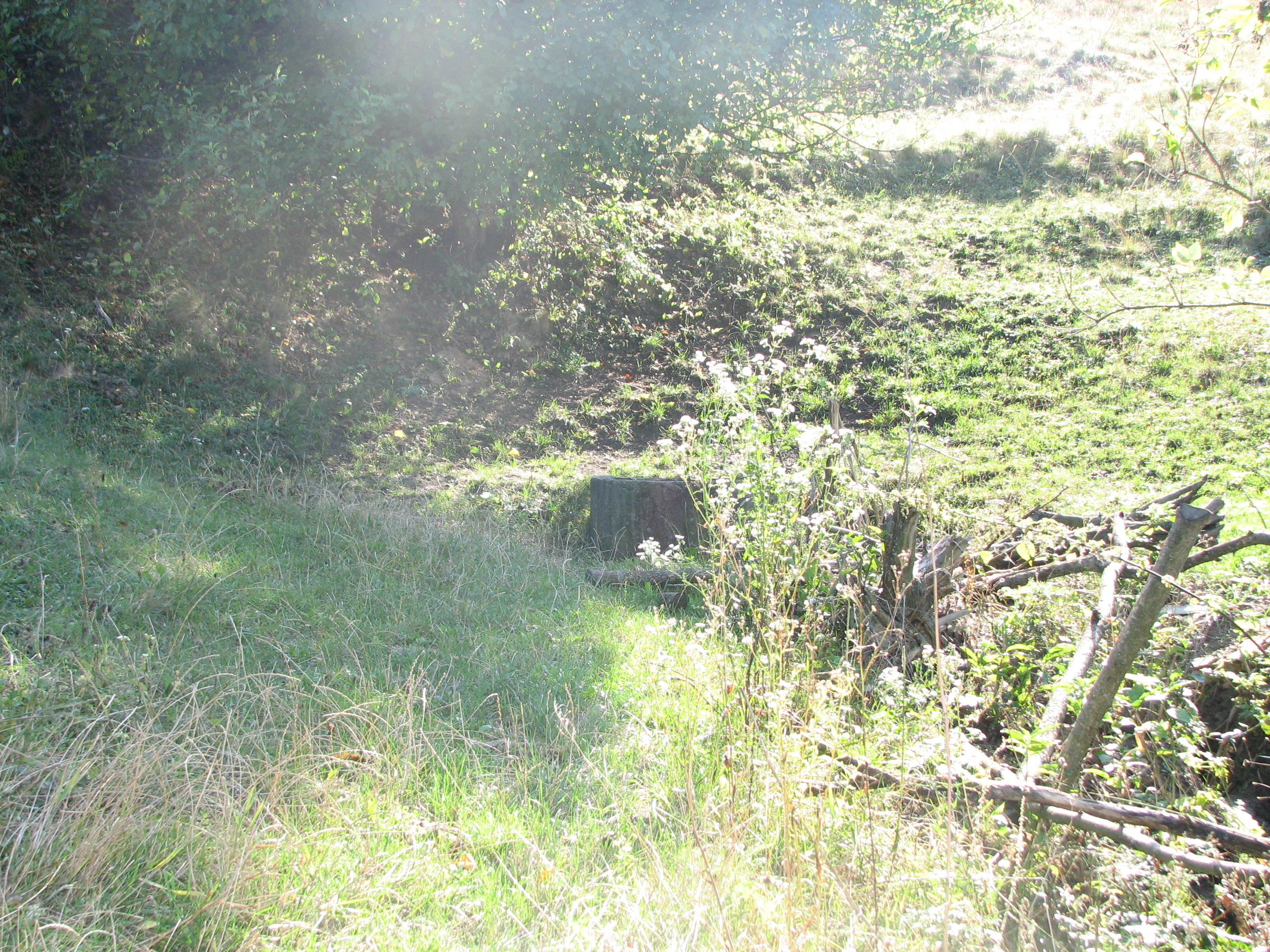
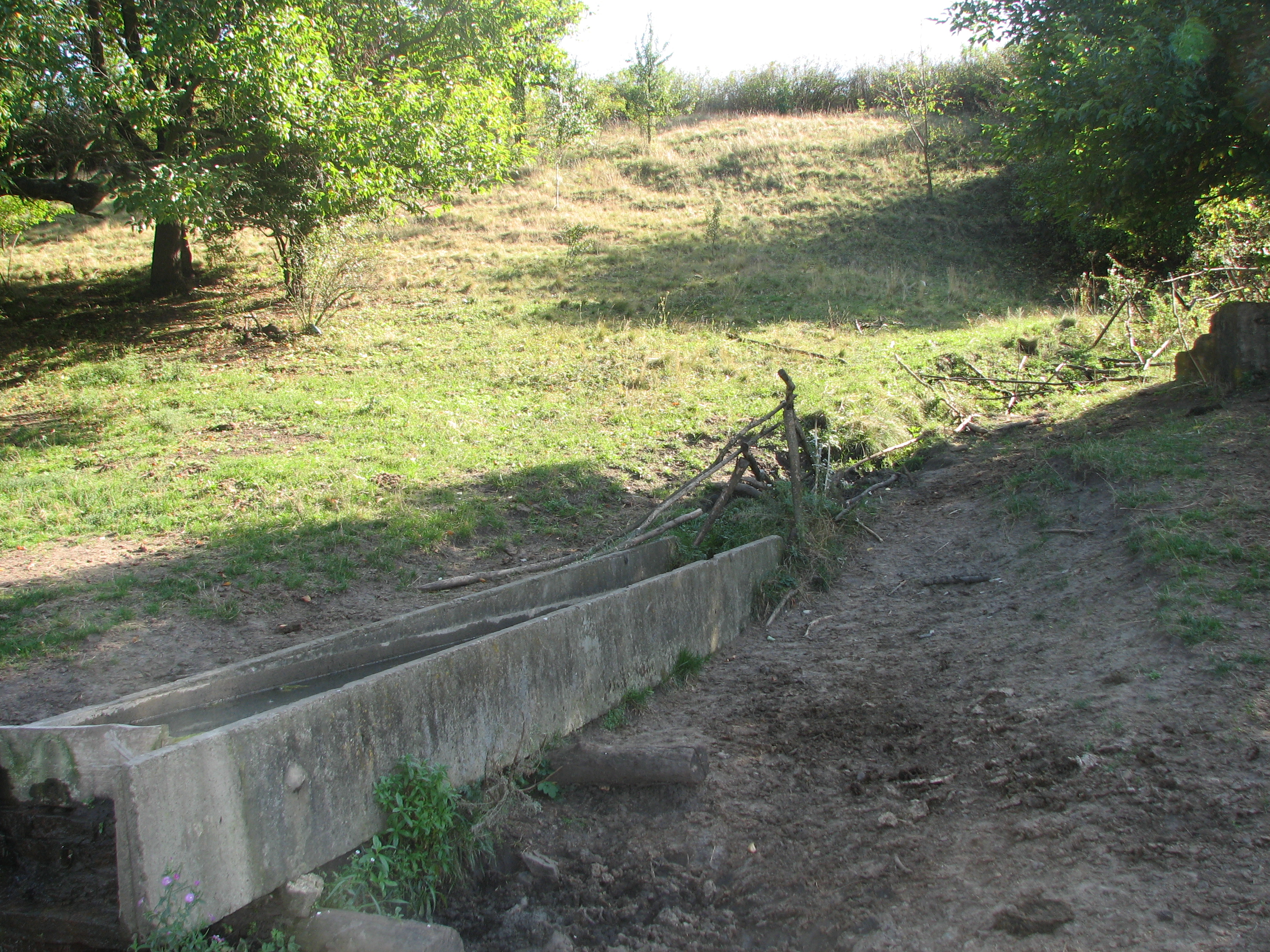